# Thom Puckey

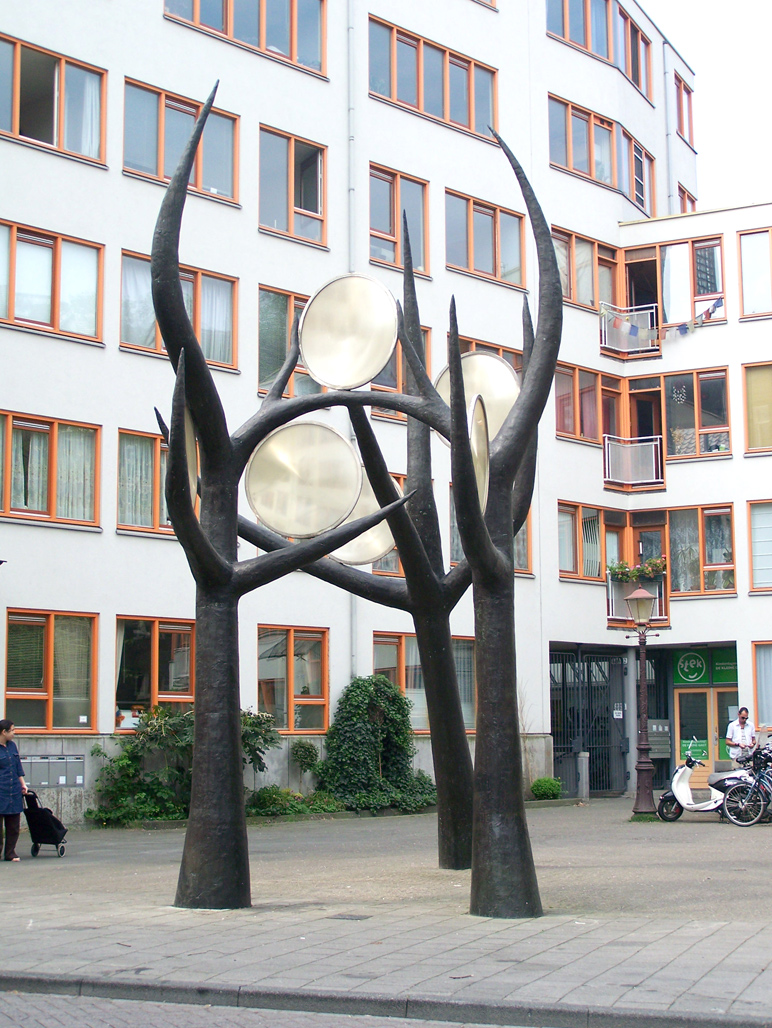
Three trees, 6 senses (1989), Ámsterdam.

Thomas William Puckey (Londres, 23 de mayo de 1948) es un escultor inglés.

## Viday obra
Thom Puckey recibió su formación de arte en Londres en la Slade School of Fine Art y luego el curso de su maestría en el Royal College of Art, también en Londres. Puckey se estableció en 1978 en Ámsterdam (Países Bajos), donde reside desde entonces. Fue profesor desde 1984 hasta 1987 de diseño espacial en el Academie Minerva en Groninga, de 1985 a 1989 técnica mixta profesor de la Academia de Arte e Industria (AKI) en Enschede, de 1987 a 1995 profesor de escultura en la Academia Estatal de Artes Visuales de Ámsterdam y por último, desde 1997 profesor de arte independiente en la Academia de Arte y Diseño de St. Joost en 's-Hertogenbosch. 
La obra de Puckey está dirigida principalmente para el espacio público. Sus obras se encuentran en muchas ciudades neerlandesas.

## Trabajos (selección)
- 1984 fuente en el parque de escultura del Museo de Arte Moderno de Arnhem

- 1989 Tres árboles, Seis sentidos en Ámsterdam

- 1990 pila / árbol como parte del proyecto de marcado de la ciudad de Groninga

- 1992 El marido de la muñeca, Coolsingel, Róterdam,

- 1997 Árbol de la Fuente en Amersfoort

- 2001 La belleza de la subida y bajada en Emmen

- 2005 La Rueda, Acco, fusión sol ardiente, nubes y avión en Zwolle

- 2007 Imagen Vesalio , en Terneuzen

## Galería de imágenes

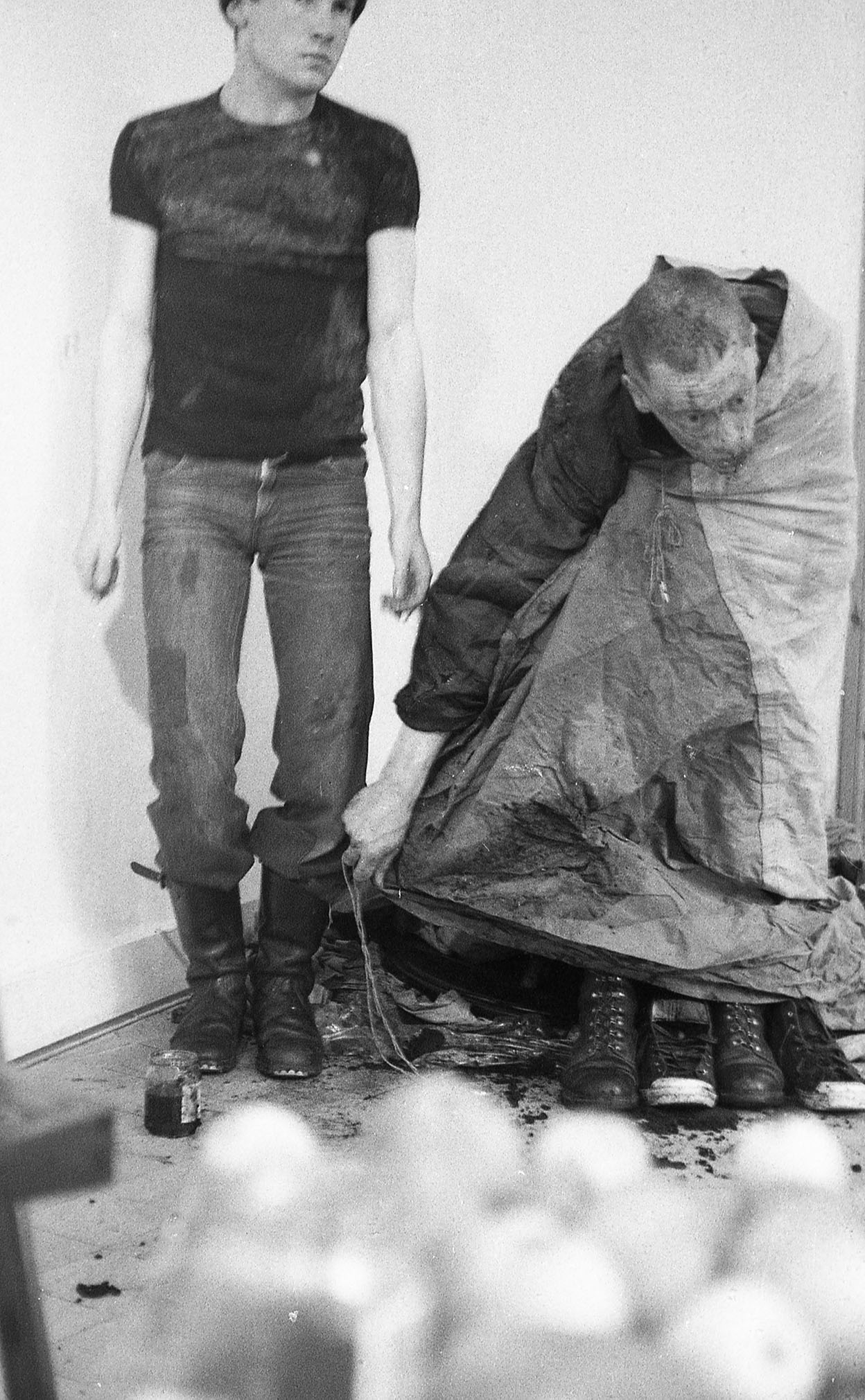
Reindeer Werk in performance (1975)
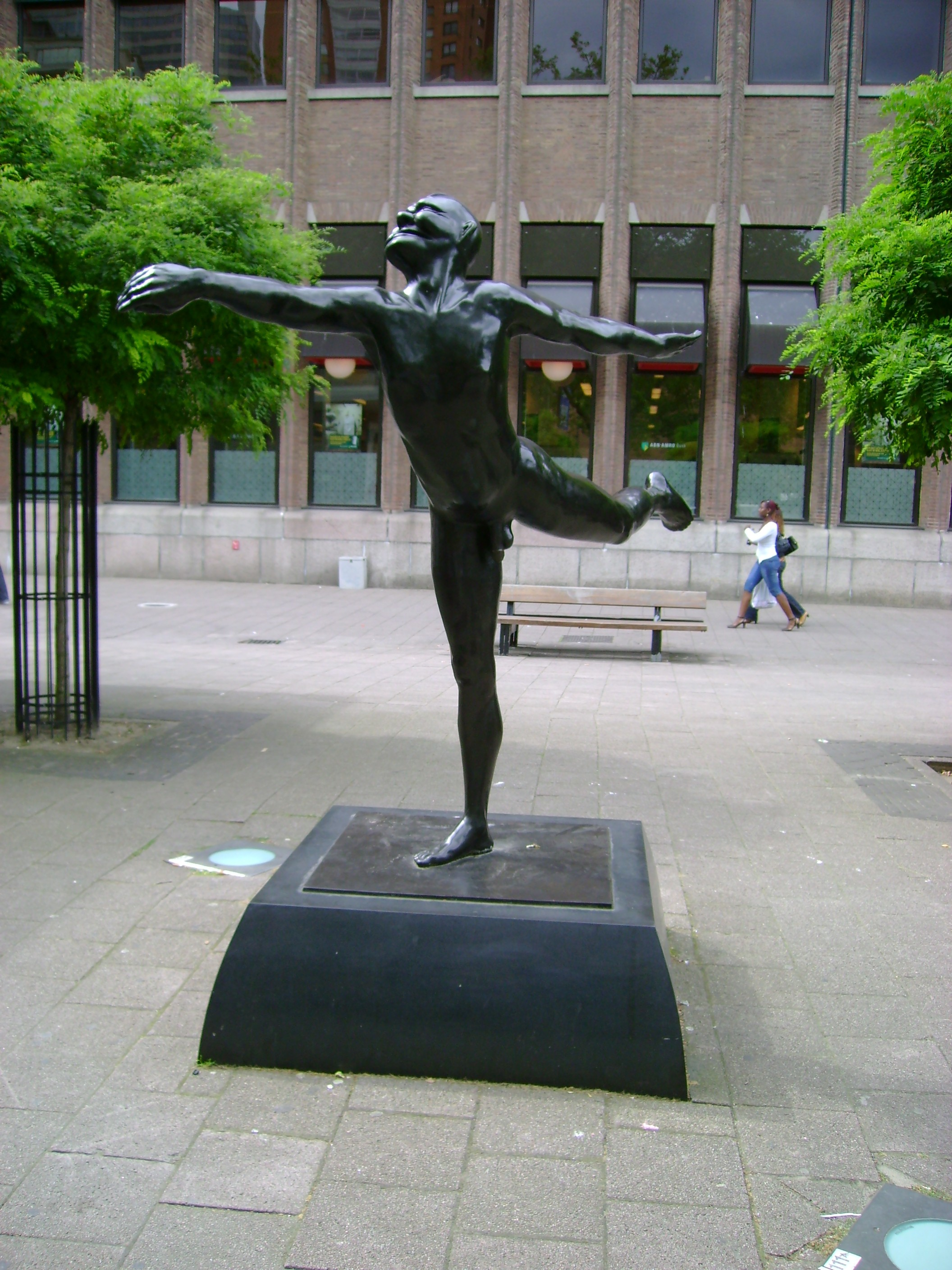
The Husband of the Doll, Róterdam
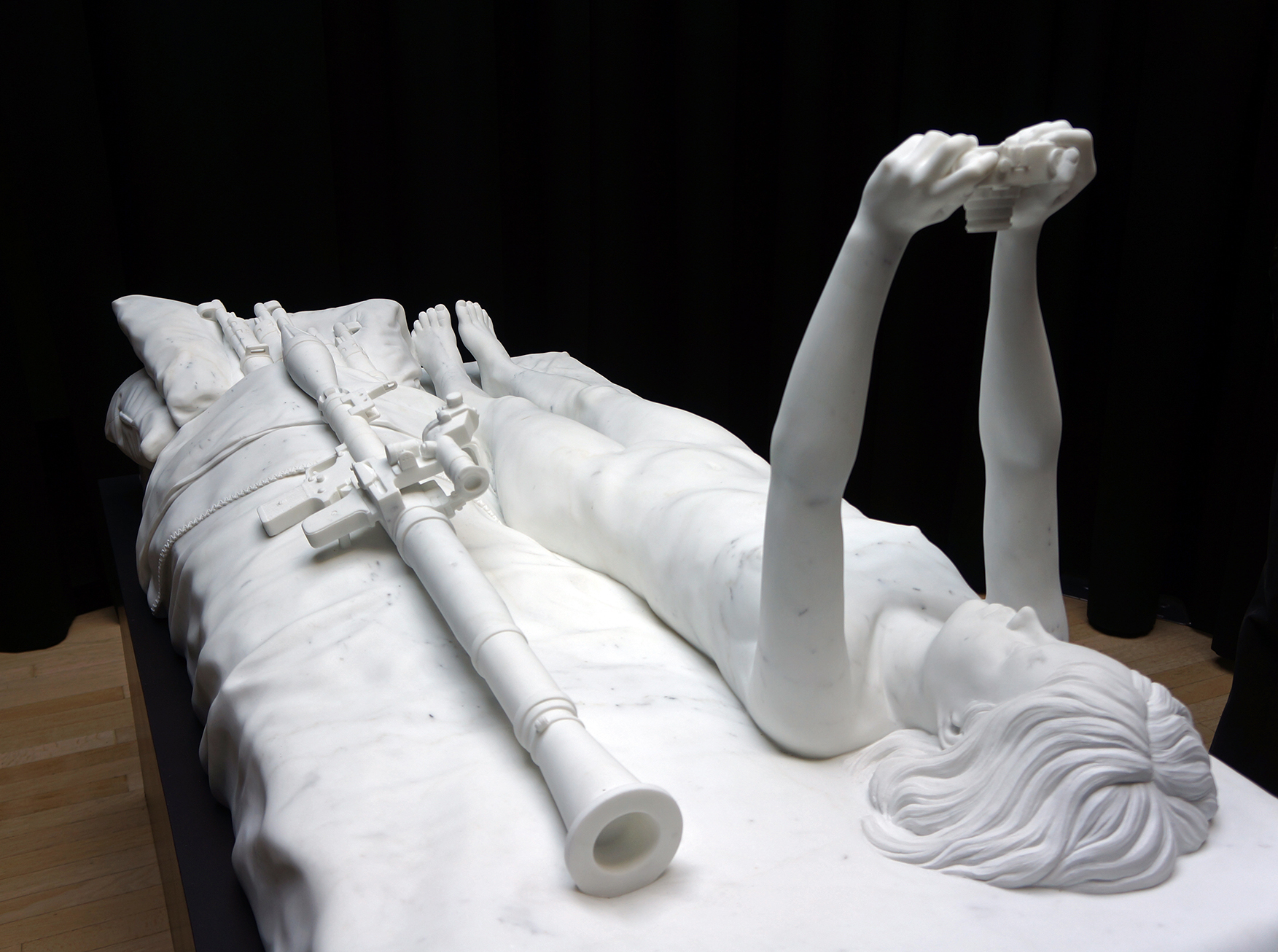
Figure on bed with Camera and Weapons (2013)
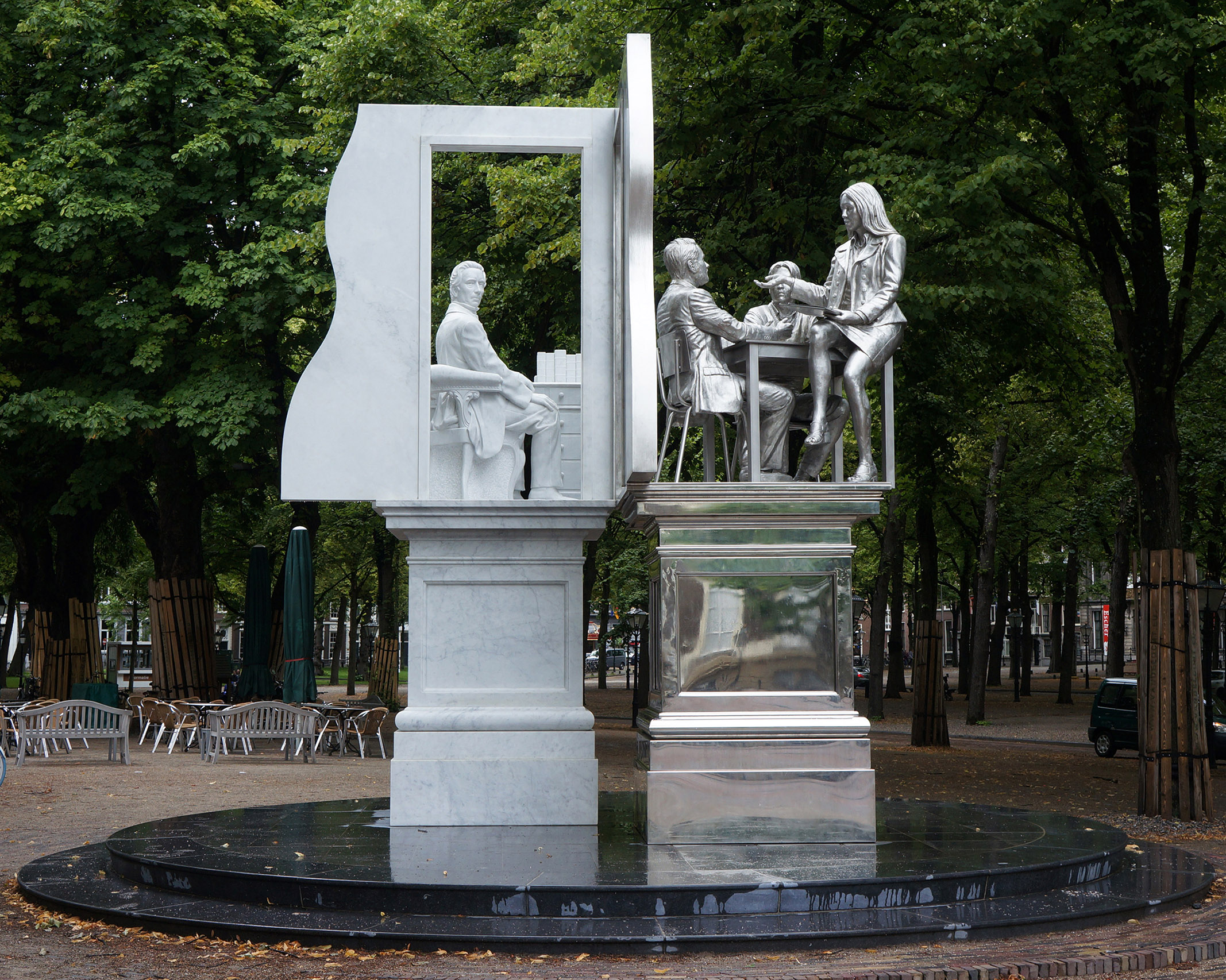
Monument for J.W. Thorbecke (2017)
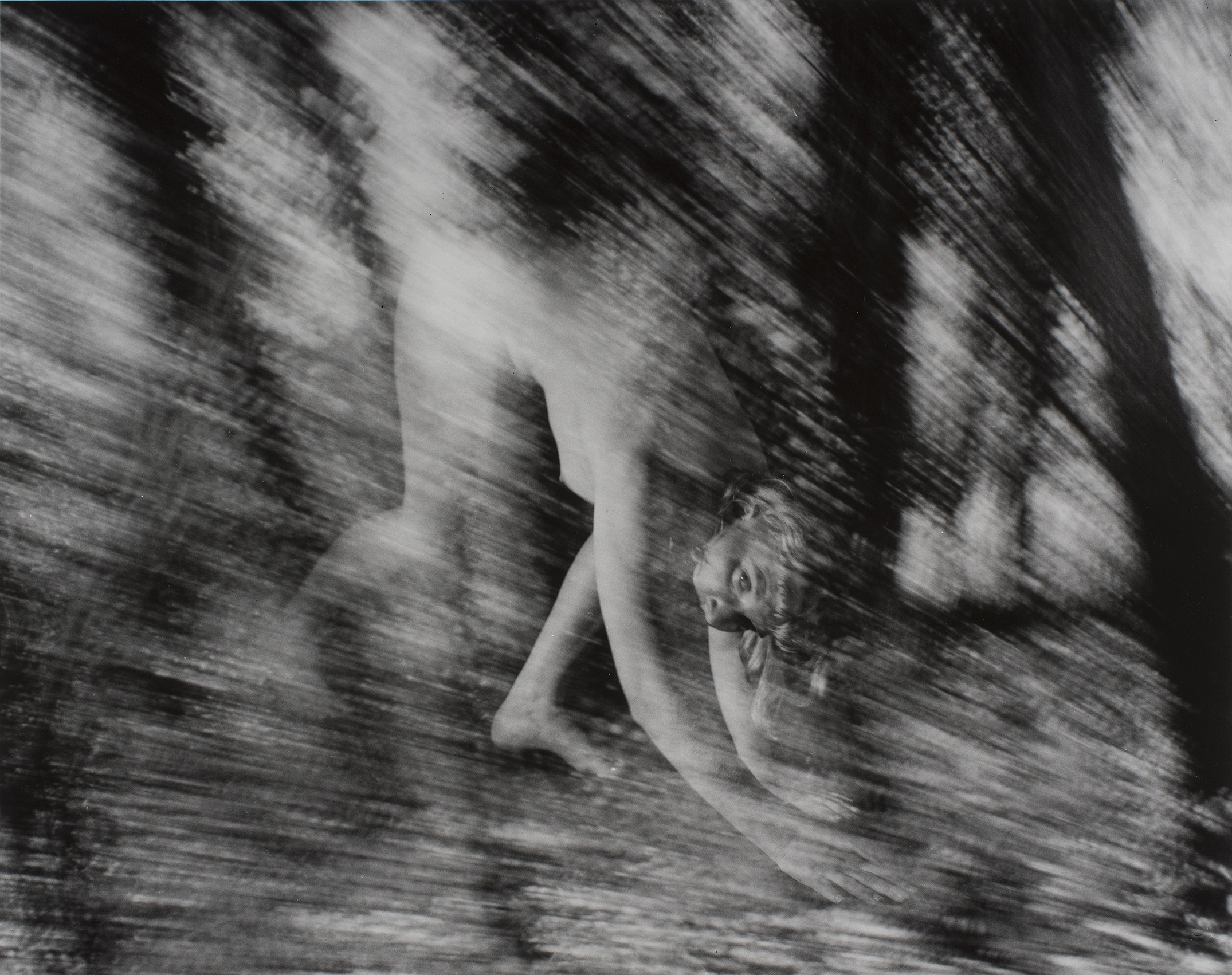
Maenad (2023)